# Dan Mintz
Daniel "Dan" Mintz (født 1981) er en amerikansk stemmeskuespiller, komiker og forfatter.
Dan Mintz har bl.a. medvirket i tre episoder af Adventure Time i 2013, og har skrevet materialer til en række sketchshows.